# 奥山敬人
奥山 敬人（おくやま けいと、1990年2月9日 - ）は、日本の男性声優。スタイルキューブ所属。三重県伊賀市出身。Jugend Stilのリーダー。BB-voiceとしては同じくJugend Stilのメンバー筆村栄心が相方である。

## 略歴
2012年、第1回スタイルキューブ声優オーディションに合格。研修生として現事務所に所属。
2013年7月、Ustream番組『俺パレスだヨ♪全員集合』内で安田奈緒子と共に研修生から準所属に昇格した事が発表された。

## 出演
太字はメインキャラクター。

### テレビアニメ
2013年
- BROTHERS CONFLICT - EDダンスアクター

2014年
- 人生相談テレビアニメーション「人生」（男子）

2016年
- アイドルメモリーズ（観客男性）
- ナンバカ（七夕星太郎）

2017年
- チェインクロニクル 〜ヘクセイタスの閃〜（少年）
- 王室教師ハイネ（男性客、フックス）
- アイドルマスター SideM - モーションアクター

2018年
- PERSONA5 the Animation（男子生徒D）

2022年
- フットサルボーイズ!!!!!（朝比奈碧）
- 天才王子の赤字国家再生術（市民）
- BORUTO-ボルト- NARUTO NEXT GENERATIONS（ヤマメ）
- 新テニスの王子様 U-17 WORLD CUP（ノア・J・ドルギアス）

2023年
- アイドリッシュセブン Third BEAT!（観客、司会）
- 悲劇の元凶となる最強外道ラスボス女王は民の為に尽くします。（衛兵、男性）

2025年
- 戦隊大失格（男性隊員）

### 劇場アニメ
- 劇場版アイドリッシュセブン LIVE 4bit BEYOND THE PERiOD（2023年）

### ゲーム
2013年
- ファンタシースターオンライン2 - ダンスロビーアクションのモーションアクター
- フェアリーフェンサー エフ

2014年
- 戦場のウエディング

2015年
- BAD APPLE WARS
- 魔壊神トリリオン（ウリエル）

2016年
- アイドリッシュセブン - MVアクター
- スタレボ☆彡 88星座のアイドル革命（鳳 慧）
- ボーイフレンド（仮） きらめきノート - 振付・モーションアクター
- 無人戦争2099（桂田俊明）

2017年
- 限界凸城 キャッスルパンツァーズ（アレックス・ライド）
- 無人戦争2099（桂田俊明）

2018年
- 天涯ニ舞ウ、粋ナ花

2021年
- フットサルボーイズ!!!!! ハイファイリーグ（朝比奈碧）

2022年
- ポケットモンスター スカーレット・バイオレット - モーションアクター

### ラジオ
※はインターネット配信。
- 奥山敬人・筆村栄心 BB-voiceです!何卒よろしくお願いします!（2017年、超!A&G+※）[17]
- A&G ARTIST ZONE BB-voiceのTHE CATCH（2017年 - 2018年、超!A&G+※）[18]
- スタレボ☆彡 ラジオ88（パチパチ）ステーション（2017年、音泉※）[19]
- A&Gリクエストアワー 阿澄佳奈のキミまち!（2018年 - 2019年、文化放送・超!A&G+、中継レポーター）[20]
- 豊田萌絵 with もえころがし（2024年、超!A&G+※） - 2024年9月マンスリーアシスタント[21]

### ドラマCD
- 全力で片想い なみぞうあいらんど ドラマCDvol.3（2013年、佐藤先生）

### 映画
- 仮面ライダー×スーパー戦隊×宇宙刑事 スーパーヒーロー大戦Z（2013年、スーツアクター）
- 劇場版 とある魔術の禁書目録 -エンデュミオンの奇蹟-（2013年、劇中歌振り付け）

### テレビ
- モテ福（ヒロシ）

### 映像作品
- こばかわTV（2015年、踊ってみた振付）

### Web配信
- Jugend Stil週刊定例報告（2014年 - 2016年、USTREAM・ニコニコ生放送）
- とびだせ！はぴすた学園！ 2016年、(ニコニコ生放送）

### 舞台
- 超！脱獄歌劇 ｢ナンバカ」（2017年、七夕星太郎）[22]

### その他コンテンツ
- 音楽コンテンツ『BAD TOWN REVERSAL』（2022年、稲垣弘也[23]）
- モンスターストライク ゴールドラッシュバトラー『ゴルバト教室』（2023年、カケル[24]）

## ディスコグラフィ

### キャラクターソング
| 発売日        | 商品名                                                            | 歌 | 楽曲                                                           | 備考                                                     |
| ------------- | ----------------------------------------------------------------- | --- | -------------------------------------------------------------- | -------------------------------------------------------- |
| 2019年1月23日 | スタレボ☆彡 88星座のアイドル革命 THE BEST「STAR REVOLUTION」Vol.4 | PURA.net | 「Horoscope」 「キラメキ☆プロローグ」 「シャッターチャンス！」 | ゲーム『スタレボ☆彡 88星座のアイドル革命』関連曲         |
| 2022年2月9日  | フットサルボーイズ!!!!! プレイヤーソングアルバム                  | フットサルボーイズ!!! | 「Higher Goals」                                               | ゲーム『フットサルボーイズ!!!!! ハイファイリーグ』主題歌 |
| 2022年2月9日  | フットサルボーイズ!!!!! プレイヤーソングアルバム                  | 朝比奈碧（奥山敬人）、天王寺刻成（川島慶嗣）、世良龍太朗（下川草介）、水無瀬涼佑（石井孝英）、ガルシア・エミリオ（小塚亮輔）、蓮美朔（木津つばさ） | 「King's Roar」                                                | 『フットサルボーイズ!!!!!』関連曲                        |

### ユニットメンバー
1. ↑  鳳慧（奥山敬人）、久白純（矢野奨吾）、狐塚鈴（永塚拓馬）、雀千秋（市川太一）
2. ↑  大和晴（高良崚太）、榊星一郎（石森周斗）、月丘柊依（吉原康平）、幸永椿貴（山口諒太郎）、南雲竜（古田一紀）、天門泰雅（坂井易直）、樫良木ルイ（峯田大夢）、結城心（新井雄也）、久我巧生（村上聡）、花山院快斗（馬場惇平）、京極聖（宮瀬尚也）、二葉ともえ（山本智哉）、昂守希（佐久間貴生）、十河夏輝（千葉瑞己）、相庭京介（浦和希）、花村理央（多田啓太）、鞍馬雪丸（上村源）、桐生蓮（TAKA）、白河瞬（岡延明）、橘藤吾（大海将一郎）、今園彩人（森永彩斗）、水無瀬亜佐（菊池勇成）、秋月奏夜（津田拓也）、朝比奈碧（奥山敬人）、天王寺刻成（川島慶嗣）、世良龍太朗（下川草介）、水無瀬涼佑（石井孝英）、ガルシア・エミリオ（小塚亮輔）、蓮美朔（木津つばさ）